# Empis praevia
Empis praevia är en tvåvingeart som beskrevs av Collin 1927. Empis praevia ingår i släktet Empis och familjen dansflugor. Inga underarter finns listade i Catalogue of Life.